# Full Spectrum Warrior: Ten Hammers
Full Spectrum Warrior: Ten Hammers est un jeu vidéo de tir tactique développé par Pandemic Studios et édité par THQ, sorti en 2006 sur Windows, PlayStation 2 et Xbox.
Il fait suite à Full Spectrum Warrior.

## Accueil
- Jeuxvideo.com : 15/20[1]